# جورج هاكاثورن
جورج هاكاثورن (بالإنجليزية: George Hackathorne)‏ مواليد 13 فبراير 1896 في بيندلينتون، الولايات المتحدة - الوفاة 25 يونيو 1940 في لوس أنجلوس، هو ممثل أمريكي بدأ مسيرته الفنية سنة 1916. ظهر في قرابة 59 فيلما.

## الأعمال
- آخر سلالة الموهيكيين
- ماذا يريد الرجال؟
- ذا فيلاج بلاكسميث

## روابط خارجية
- جورج هاكاثورن على موقع IMDb (الإنجليزية)
- جورج هاكاثورن على موقع ألو سيني (الفرنسية)
- جورج هاكاثورن على موقع أول موفي (الإنجليزية)
- جورج هاكاثورن على موقع قاعدة بيانات الأفلام السويدية (السويدية)
- جورج هاكاثورن على موقع قاعدة بيانات الفيلم (الإنجليزية)
- جورج هاكاثورن على موقع كينوبويسك (الروسية)